# Schwarzen (Maierhöfen)
Schwarzen (westallgäuerisch: im Schwartsə) ist ein Gemeindeteil der Gemeinde Maierhöfen im bayerisch-schwäbischen Landkreis Lindau (Bodensee).

## Geographie
Die Einöde liegt circa 500 Meter südöstlich des Hauptorts Maierhöfen und zählt zur Region Westallgäu. Die Ortschaft liegt am Fuße der Riedholzer Kugel.

## Ortsname
Der Ortsname stammt vom Personen(über)namen Schwarz und bedeutet beim Schwarzen.

## Geschichte
Schwarzen wurde erstmals urkundlich um das Jahr 1530 mit zum Schwarzen erwähnt. 1818 wurde ein Wohngebäude im Ort gezählt. Der Ort gehörte einst zum Gericht Grünenbach in der Herrschaft Bregenz.